# Amélie André-Gedalge
Amélie André-Gedalge, née Amélie-Alexandrine d'Obigny de Ferrière le 22 février 1865 à Paris et morte le 20 juillet 1931 à Saint-Égrève est une professeure de chant, autrice et franc-maçonne française. Elle fait partie des premières femmes initiées au sein de l'Ordre maçonnique mixte international « le Droit humain », elle en coécrit avec son époux André Gedalge l'hymne officiel. Elle publie également plusieurs ouvrages sur la symbolique maçonnique.

## Biographie

### Jeunesse et début de vie
Amélie André-Gedalge est la fille d'un musicien, Henri d'Obigny de Ferrière, professeur de musique. Elle fait des études musicales et obtient un 1er prix de solfège en 1882 et le 1er prix d'harmonie en 1884 au Conservatoire de Paris. Professeur de musique et de chant de grande réputation, elle compose diverses œuvres mélodiques ou pour piano. Elle rédige et publie un recueil de Leçons de pédagogie musicale, un autre sur Les gloires musicales du monde. Elle épouse en juillet 1887 André Gedalge, compositeur et pédagogue avec qui elle à cinq enfants, quatre fille et un garçon.

### Franc-maçonnerie
Avec son mari, Amélie André-Gedalge demande à être initié au sein du Grand Orient de France au sein de la loge « L'union maçonnique » qui pose la question au conseil de l'ordre. Celui-ci refuse la demande en rappelant la « non-initiabilité » des femmes en son sein. Son mari est reçu au sein du Grand Orient, elle est alors reçue dans la loge no 1 du Droit humain le 24 février 1907 par Georges Martin un de ses fondateurs. Elle gravit rapidement les échelons initiatiques aidée par ses connaissances symboliques travaillés dès sa jeunesse et nourries au sein de la société Théosophique dans la mouvance d'Annie Besant.
Elle donne de nombreuses conférences sur les thèmes de l'initiation et de la musique au travers de son expérience de musicienne et de franc-maçonne, elle se forge des convictions empreintes de solidarité et de prise de conscience contre les égoïsmes. Elle milite pour une initiation mixte, affirmant que l’étude des symboles n'est pas réservée aux hommes. Convaincu durant sa vie que la franc-maçonnerie par sa méthode symbolique universelle est un art qui permet par la maitrise de soi-même d'avancer vers une plus grande liberté personnelle. Elle s'investit de manière importante dans l'ordre maçonnique et l'étude des symboles, elle publie régulièrement ses travaux dans des revues spécialisés comme Le Symbolisme ou le bulletin mensuel du Droit humain.
Elle est également l'auteur des paroles de l'hymne du Droit humain, dont son mari André a composé la musique.
Amélie André-Gedalge rédige et publie, au début des années 1920, deux ouvrages portant le nom de Manuel interprétatif du symbolisme maçonnique consacrés aux grades d'apprenti et de compagnon. Ces rédactions s'appuient sur ses recherches maçonniques personnelles, mais également sur sa culture théosophique. Elle meurt avant d'avoir publié un troisième volume consacré au grade de maître, dont le manuscrit n'est pas retrouvé. Elle est la première franc-maçonne à publier des manuels sur les grades maçonniques,.
Sa grande culture musicale lui permet par ailleurs d'écrire des ouvrages qui exposent les perceptions symboliques et initiatiques au travers de contes de fées ou encore d'opéras. Elle participe en rédigeant de nombreuses notices à la rédaction du dictionnaire Rhéa publié en 1921 et consacré à la théosophie, l'ésotérisme et l'orientalisme.

## Publications principales
- Contes et Opéras, un chemin d'éveil, Paris, Dervy (réimpr. 2014), 260 p. (ISBN 979-10-242-0064-4).
- Des contes de fées à l'opéra, Dervy (réimpr. 2002) (ISBN 978-2-84454-203-8).
- Manuel interprétatif du Symbolisme Maçonnique : Apprenti -, Maison de vie, coll. « Archives de Franc-maçonnerie » (réimpr. 2015) (ISBN 978-2-35599-177-6).
- Manuel interprétatif du symbolisme maçonnique : 2e degré symbolique, grade de compagnon, Maison de vie, coll. « Archives de Franc-maçonnerie », 2016 (réimpr. 2016), 155 p. (ISBN 978-2-35599-194-3).